# نوفا بانا
نوفا بانا (بالإنجليزية: Nová Baňa)‏ هي بلدة و municipality of Slovakia تقع في سلوفاكيا في Žarnovica District.[بحاجة لمصدر] يقدر عدد سكانها بـ 7,334 نسمة .

## المدن التوأمة
مدينة موشلن هي مدينة توأمة لـنوفا بانا.

## أعلام
- رومان كميلو